# Berliner Landespokal 1988/89
Der Paul-Rusch-Pokal 1988/89 war die 63. Austragung des Berliner Landespokals der Männer im Amateurfußball, der vom BFV zwischen 1950/51 und 1990/91 nur auf dem Gebiet von West-Berlin durchgeführt wurde. Hertha 03 Zehlendorf setzte sich im Finale am 4. Mai 1989 gegen Titelverteidiger Türkiyemspor Berlin mit 2:0 durch und wurde, zum dritten Mal nach 1977 und 1982, Landespokalsieger. Durch diesen Sieg qualifizierte sich Hertha 03 Zehlendorf für den DFB-Pokal 1989/90.

## Kalender
Die Spiele des diesjährigen Berliner Landespokal wurden an folgenden Terminen ausgetragen:
| Runde         | Datum                           | Spiele  | Vereine   |
| ------------- | ------------------------------- | ------- | --------- |
| 1. Hauptrunde | 03. – 11. August 1988           | 60 + 50 | 124 → 640 |
| 2. Hauptrunde | 16. – 25. August 1988           | 32 + 40 | 64 → 32   |
| 3. Hauptrunde | 30. August – 7. September 1988  | 16 + 10 | 32 → 16   |
| Achtelfinale  | 27. November – 7. Dezember 1988 | 8 + 3   | 16 → 80   |
| Viertelfinale | 22. Januar 1989                 | 4       | 8 → 4     |
| Halbfinale    | 12. – 25. April 1989            | 2 + 1   | 4 → 2     |
| Finale        | 4. Mai 1989                     | 1       | 2 → 1     |

## Teilnehmende Mannschaften
Am Berliner Landespokal 1988/89 nahmen alle 124 West-Berliner Mannschaften von der Oberliga Berlin bis zur Kreisliga C teil.
Die Mannschaften gliederten sich für den Berliner Landespokal wie folgt nach Ligaebene auf (In Klammern ist die Ligaebene angegeben, in der der Verein spielt):
| Oberliga Berlin 17 Vertreter der Saison 1988/89 | Landesliga 16 Vertreter der Saison 1988/89 | Kreisliga A 1. Abteilung 16 Vertreter der Saison 1988/89 | Kreisliga A 2. Abteilung 16 Vertreter der Saison 1988/89 |
| - Tennis Borussia Berlin (OL) - Reinickendorfer Füchse (OL) - Wacker 04 Berlin (OL) - Türkiyemspor Berlin (OL) - Tasmania Berlin (OL) - Spandauer SV (OL) - Hertha 03 Zehlendorf (OL) - Spandauer BC 06 (OL) - Traber FC Mariendorf (OL) - BFC Preussen (OL) - TSV Rudow (OL) - SC Gatow (OL) - Rapide Wedding (OL) - SC Siemensstadt (OL) - SC Charlottenburg (OL) - Hertha BSC Amateure (OL) - Blau-Weiß 90 Berlin Amateure (OL) | - VfB Neukölln (LL) - VfB Lichterfelde (LL) - Neuköllner Sportfreunde (LL) - SC Staaken (LL) - Wilmersdorfer SC (LL) - Mariendorfer SV 06 (LL) - Weddinger FC (LL) - FV Wannsee (LL) - Preußen Wilmersdorf (LL) - SC Westend 1901 (LL) - SC Tegel (LL) - NFC Rot-Weiß Berlin (LL) - BFC Viktoria 1889 (LL) - Frohnauer SC (LL) - SC Teutonia Spandau (LL) - Schwarz-Weiß Spandau (LL) | - Lichtenrader BC 25 (KLA) - SV Stern Britz (KLA) - SV Norden-Nordwest (KLA) - Berlin Türkspor (KLA) - BFC Meteor 06 (KLA) - CFC Hertha 06 (KLA) - FV Blau-Weiß Spandau (KLA) - SV Yeşilyurt Berlin (KLA) - Sportfreunde Kladow (KLA) - SpVgg Hellas-Nordwest 04 (KLA) - SV Nord-Nordstern (KLA) - BSC Eintracht/Südring 1931 (KLA) - RFC Liberta (KLA) - NSC Cimbria 1900 (KLA) - FC Brandenburg 03 (KLA) - BBC Südost (KLA) | - SC Union 06 Berlin (KLA) - Berliner SV 1892 (KLA) - BFC Südring (KLA) - BSC Rehberge 1945 (KLA) - Minerva 93 Berlin (KLA) - NSC Marathon 02 (KLA) - 1. FC Wacker Lankwitz (KLA) - 1. FC Lübars (KLA) - BSC Hota 1921 (KLA) - FC Jugoslawia (KLA) - FC Internationale Berlin (KLA) - SG Eichkamp (KLA) - 1. FC Neukölln (KLA) - VfB Hermsdorf (KLA) - Concordia Wittenau (KLA) - FC Stern Marienfelde (KLA) |
| Kreisliga B Saison 1988/89 | Kreisliga B Saison 1988/89 | Kreisliga C Saison 1988/89 | Kreisliga C Saison 1988/89 |
| 32 Vertreter der zwei Abteilungen (KLB) | 32 Vertreter der zwei Abteilungen (KLB) | 27 Vertreter der zwei Abteilungen (KLC) | 27 Vertreter der zwei Abteilungen (KLC) |
| Ligaebene in Klammern: • OL = Oberliga • LL = Landesliga • KLA = Kreisliga A • KLB = Kreisliga B • KLC = Kreisliga C | | | |

## Spielmodus
Der Berliner Landespokal 1988/89 wurde im K.-o.-System ausgetragen. Es wurde zunächst versucht, in 90 Minuten einen Gewinner auszuspielen. Stand es danach unentschieden, kam es wie in anderen Pokalwettbewerben zu einer Verlängerung von 2 × 15 Minuten. War danach immer noch kein Sieger gefunden, wurde ein Wiederholungsspiel mit getauschtem Heimrecht angesetzt. Erst wenn es auch im Wiederholungsspiel nach Verlängerung unentschieden stand, wurde dieses im Elfmeterschießen nach dem bekannten Muster entschieden.

## Turnierbaum
|  | Achtelfinale | Achtelfinale        | Achtelfinale           |                  |                        | Viertelfinale | Viertelfinale | Viertelfinale |  |  | Halbfinale | Halbfinale | Halbfinale |  |  | Finale | Finale | Finale |
|  |              |                     |                        |                  |                        |               |               |               |  |  |            |            |            |  |  |        |        |        |
|  | KLA          | SV Norden-Nordwest  | 2                      |                  |                        |               |               |               |  |  |            |            |            |  |  |        |        |        |
|  | OL           | SC Siemensstadt     | 1                      |                  |                        |               |               |               |  |  |            |            |            |  |  |        |        |        |
|  | OL           | SC Siemensstadt     | 1                      | KLA              | SV Norden-Nordwest     | 0             |               |               |  |  |            |            |            |  |  |        |        |        |
|  |              |                     |                        | KLA              | SV Norden-Nordwest     | 0             |               |               |  |  |            |            |            |  |  |        |        |        |
|  |              |                     | OL                     | Wacker 04 Berlin | 3                      |               |               |               |  |  |            |            |            |  |  |        |        |        |
|  | LL           | Frohnauer SC        | OL                     | Wacker 04 Berlin | 3                      | 1             |               |               |  |  |            |            |            |  |  |        |        |        |
|  | LL           | Frohnauer SC        |                        |                  |                        | 1             |               |               |  |  |            |            |            |  |  |        |        |        |
|  | OL           | Wacker 04 Berlin    | 8                      |                  |                        |               |               |               |  |  |            |            |            |  |  |        |        |        |
|  | OL           | Wacker 04 Berlin    | 8                      | OL               | Wacker 04 Berlin       | 1             |               |               |  |  |            |            |            |  |  |        |        |        |
|  |              |                     |                        | OL               | Wacker 04 Berlin       | 1             |               |               |  |  |            |            |            |  |  |        |        |        |
|  |              | OL                  | Hertha 03 Zehlendorf   | 3                |                        |               |               |               |  |  |            |            |            |  |  |        |        |        |
|  | OL           | OL                  | Hertha 03 Zehlendorf   | 3                | Hertha 03 Zehlendorf   | 0 / 3         |               |               |  |  |            |            |            |  |  |        |        |        |
|  | OL           |                     |                        |                  | Hertha 03 Zehlendorf   | 0 / 3         |               |               |  |  |            |            |            |  |  |        |        |        |
|  | LL           | Preußen Wilmersdorf | 0 / 1                  |                  |                        |               |               |               |  |  |            |            |            |  |  |        |        |        |
|  | LL           | Preußen Wilmersdorf | 0 / 1                  | OL               | Hertha 03 Zehlendorf   | 1             |               |               |  |  |            |            |            |  |  |        |        |        |
|  |              |                     |                        | OL               | Hertha 03 Zehlendorf   | 1             |               |               |  |  |            |            |            |  |  |        |        |        |
|  |              |                     | OL                     | TSV Rudow        | 0                      |               |               |               |  |  |            |            |            |  |  |        |        |        |
|  | OL           | TSV Rudow           | OL                     | TSV Rudow        | 0                      | 1 / 1         |               |               |  |  |            |            |            |  |  |        |        |        |
|  | OL           | TSV Rudow           |                        |                  |                        |               |               |               |  |  |            |            |            |  |  |        |        |        |
|  | KLA          | Lichtenrader BC 25  | 1 / 0                  |                  |                        |               |               |               |  |  |            |            |            |  |  |        |        |        |
|  | KLA          | Lichtenrader BC 25  | 1 / 0                  | OL               | Hertha 03 Zehlendorf   | 2             |               |               |  |  |            |            |            |  |  |        |        |        |
|  |              |                     |                        |                  |                        |               |               |               |  |  |            |            |            |  |  |        |        |        |
|  |              | OL                  | Türkiyemspor Berlin    | 0                |                        |               |               |               |  |  |            |            |            |  |  |        |        |        |
|  | OL           | OL                  | Türkiyemspor Berlin    | 0                | Türkiyemspor Berlin    | 7             |               |               |  |  |            |            |            |  |  |        |        |        |
|  | OL           |                     |                        |                  | Türkiyemspor Berlin    | 7             |               |               |  |  |            |            |            |  |  |        |        |        |
|  | KLC          | Vatanspor 1976      | 0                      |                  |                        |               |               |               |  |  |            |            |            |  |  |        |        |        |
|  | KLC          | Vatanspor 1976      | 0                      | OL               | Türkiyemspor Berlin    | 1             |               |               |  |  |            |            |            |  |  |        |        |        |
|  |              |                     |                        | OL               | Türkiyemspor Berlin    | 1             |               |               |  |  |            |            |            |  |  |        |        |        |
|  |              |                     | LL                     | FV Wannsee       | 0                      |               |               |               |  |  |            |            |            |  |  |        |        |        |
|  | LL           | FV Wannsee          | LL                     | FV Wannsee       | 0                      | 2             |               |               |  |  |            |            |            |  |  |        |        |        |
|  | LL           | FV Wannsee          |                        |                  |                        | 2             |               |               |  |  |            |            |            |  |  |        |        |        |
|  | KLB          | BFC Alemannia 90    | 1                      |                  |                        |               |               |               |  |  |            |            |            |  |  |        |        |        |
|  | KLB          | BFC Alemannia 90    | 1                      | OL               | Türkiyemspor Berlin    | 3 / 1         |               |               |  |  |            |            |            |  |  |        |        |        |
|  |              |                     |                        | OL               | Türkiyemspor Berlin    | 3 / 1         |               |               |  |  |            |            |            |  |  |        |        |        |
|  |              | OL                  | Reinickendorfer Füchse | 3 / 0            |                        |               |               |               |  |  |            |            |            |  |  |        |        |        |
|  | OL           | OL                  | Reinickendorfer Füchse | 3 / 0            | Reinickendorfer Füchse | 0 / 2         |               |               |  |  |            |            |            |  |  |        |        |        |
|  | OL           |                     |                        |                  |                        |               |               |               |  |  |            |            |            |  |  |        |        |        |
|  | OL           | Hertha BSC Amateure | 0 / 1                  |                  |                        |               |               |               |  |  |            |            |            |  |  |        |        |        |
|  | OL           | Hertha BSC Amateure | 0 / 1                  | OL               | Reinickendorfer Füchse | 3             |               |               |  |  |            |            |            |  |  |        |        |        |
|  |              |                     |                        | OL               | Reinickendorfer Füchse | 3             |               |               |  |  |            |            |            |  |  |        |        |        |
|  |              |                     | OL                     | Spandauer SV     | 1                      |               |               |               |  |  |            |            |            |  |  |        |        |        |
|  | KLB          | FC Göztepe 1978     | OL                     | Spandauer SV     | 1                      | 2             |               |               |  |  |            |            |            |  |  |        |        |        |
|  | KLB          | FC Göztepe 1978     |                        |                  |                        |               |               |               |  |  |            |            |            |  |  |        |        |        |
|  | OL           | Spandauer SV        | 3                      |                  |                        |               |               |               |  |  |            |            |            |  |  |        |        |        |

## Ergebnisse

### 1. Hauptrunde
An der 1. Hauptrunde nahmen alle 124 Mannschaften teil, wobei vier Mannschaften ein Freilos hatten.
| Datum                 |                                  | Ergebnis   |                                    |
| --------------------- | -------------------------------- | ---------- | ---------------------------------- |
| Mi 0.3.08., 18:00 Uhr | SC Staaken (LL)                  | 5:2        | SC Borsigwalde 1910 (KLB)          |
| Mi 0.3.08., 18:00 Uhr | Tennis Borussia Berlin (OL)      | 1:2 n. V.  | Hertha 03 Zehlendorf (OL)          |
| Mi 0.3.08., 18:00 Uhr | Schwarz-Weiß Spandau (LL)        | 1:3        | Blau-Weiß 90 Berlin Amateure (OL)  |
| Mi 0.3.08., 18:00 Uhr | Spandauer SV (OL)                | 10:10      | DJK Roland-Borsigwalde (KLC)       |
| Mi 0.3.08., 18:00 Uhr | BSC Eintracht/Südring 1931 (KLA) | 1:2        | TSV Rudow (OL)                     |
| Mi 0.3.08., 18:00 Uhr | Weddinger FC (LL)                | 0:0 n. V.  | SC Charlottenburg (OL)             |
| Mi 0.3.08., 18:00 Uhr | Wacker 04 Berlin (OL)            | 6:1        | MSV Normannia 08 (KLB)             |
| Mi 0.3.08., 18:00 Uhr | Rapide Wedding (OL)              | 3:0 n. V.  | RFC Liberta (KLA)                  |
| Mi 0.3.08., 18:00 Uhr | SC Gatow (OL)                    | 8:0        | SV Süden 09 (KLC)                  |
| Mi 0.3.08., 18:00 Uhr | Hertha BSC Amateure (OL)         | 2:1        | 1. FC Wacker Lankwitz (KLA)        |
| Mi 0.3.08., 18:00 Uhr | FC Stern Marienfelde (KLA)       | 0:5        | Reinickendorfer Füchse (OL)        |
| Mi 0.3.08., 18:30 Uhr | SC Union Südost (KLC)            | 2:6        | SC Siemensstadt (OL)               |
| Do 04.08., 18:00 Uhr  | SpVgg Schöneberg (KLB)           | 2:5        | BFC Preussen (OL)                  |
| Do 04.08., 18:00 Uhr  | Traber FC Mariendorf (OL)        | 3:0        | BFC Viktoria 1889 (LL)             |
| Do 04.08., 18:15 Uhr  | DJK Westen 23 (KLB)              | 0:2        | Spandauer BC 06 (OL)               |
| So 07.08., 10:40 Uhr  | BFC Meteor 06 (KLA)              | 1:3        | VfB Lichterfelde (LL)              |
| So 07.08., 10:40 Uhr  | CFC Hertha 06 (KLA)              | 2:1 n. V.  | Berliner TSV 1850 (KLB)            |
| So 07.08., 10:40 Uhr  | SV Norden-Nordwest (KLA)         | 4:2        | SC Union 06 Berlin (KLA)           |
| So 07.08., 11:00 Uhr  | FV Wannsee (LL)                  | 7:1        | Steglitz GB (KLC)                  |
| So 07.08., 11:10 Uhr  | Berliner AK 07 (KLB)             | 2:1        | SC Ruhleben (KLC)                  |
| So 07.08., 11:10 Uhr  | BFC Olympia 1953 (KLB)           | 2:4        | Mariendorfer SV 06 (LL)            |
| So 07.08., 15:00 Uhr  | NSC Südstern 08 (KLC)            | 0:2        | SC Westend 1901 (LL)               |
| So 07.08., 15:00 Uhr  | SpVgg Hellas-Nordwest 04 (KLA)   | 2:1        | FC Internationale Berlin (KLA)     |
| So 07.08., 15:00 Uhr  | Berliner SV 1892 (KLA)           | 8:1        | SpVgg DJK Burgund 1922 (KLC)       |
| So 07.08., 15:00 Uhr  | FV Blau-Weiß Spandau (KLA)       | 1:0        | NK Hajduk Berlin (KLC)             |
| So 07.08., 15:00 Uhr  | SV Stern Britz (KLA)             | 0:1        | SG Eichkamp (KLA)                  |
| So 07.08., 15:00 Uhr  | Charlottenburger SV 1897 (KLB)   | 2:4        | BSC Rehberge 1945 (KLA)            |
| So 07.08., 15:00 Uhr  | SC Tegel (LL)                    | 1:2        | SC Berliner Amateure (KLC)         |
| So 07.08., 15:00 Uhr  | Concordia Wittenau (KLA)         | 3:1        | BSC Kickers 1900 (KLB)             |
| So 07.08., 15:00 Uhr  | FC Grunewald (KLC)               | 4:2        | FSV Grün-Rot 1981 (KLC)            |
| So 07.08., 15:00 Uhr  | SFC Stern 1900 (KLB)             | 2:0        | ASV Berlin (KLC)                   |
| So 07.08., 15:00 Uhr  | BSV Grün-Weiss Neukölln (KLC)    | 0:2        | BSC Hota 1921 (KLA)                |
| So 07.08., 15:00 Uhr  | SC Teutonia Spandau (LL)         | 0:0 n. V.  | FC Brandenburg 03 (KLA)            |
| So 07.08., 15:00 Uhr  | VfB Neukölln (LL)                | 1:3        | Frohnauer SC (LL)                  |
| So 07.08., 15:00 Uhr  | Alemannia 06 Haselhorst (KLB)    | 1:3        | FC Göztepe 1978 (KLB)              |
| So 07.08., 15:00 Uhr  | SC Heiligensee (KLB)             | 2:1        | SV Dresdenia 1924 (KLC)            |
| So 07.08., 15:00 Uhr  | BFC Südring (KLA)                | 10:00      | FCK Frohnau (KLC)                  |
| So 07.08., 15:00 Uhr  | Neuköllner Sportfreunde (LL)     | 3:0        | VfB Hermsdorf (KLA)                |
| So 07.08., 15:00 Uhr  | BFC Alemannia 90 (KLB)           | 4:1        | SC Lankwitz (KLB)                  |
| So 07.08., 15:00 Uhr  | DJK Schwarz-Weiß Neukölln (KLC)  | 3:1        | Minerva 93 Berlin (KLA)            |
| So 07.08., 15:00 Uhr  | BFC Germania 1888 (KLB)          | 1:2        | Polizei SV Berlin (KLB)            |
| So 07.08., 15:00 Uhr  | Spandauer SC 99 (KLB)            | 0:0 n. V.  | Berliner Sport-Club (KLB)          |
| So 07.08., 15:00 Uhr  | VfB Pankow (KLB)                 | 1:5        | Berlin Türkspor (KLA)              |
| So 07.08., 15:00 Uhr  | Friedenauer TSC (KLB)            | 1:5        | Sportfreunde Kladow (KLA)          |
| So 07.08., 15:00 Uhr  | TSV Helgoland 1897 (KLC)         | 0:1        | FSV Spandauer Kickers (KLB)        |
| So 07.08., 15:00 Uhr  | FC Phönix 1956 (KLB)             | 5:5 n. V.  | KSF Umutspor (KLC)                 |
| So 07.08., 15:00 Uhr  | Neuköllner SC Sperber (KLB)      | 0:1        | BBC Südost (KLA)                   |
| So 07.08., 15:00 Uhr  | SV Adler Mariendorf (KLB)        | 2:3        | Lichtenrader BC 25 (KLA)           |
| So 07.08., 15:00 Uhr  | SSC Südwest 1947 (KLB)           | 1:3        | SV Nord-Nordstern (KLA)            |
| So 07.08., 15:00 Uhr  | Wilmersdorfer SC (LL)            | 2:4        | VfB Britz (KLB)                    |
| So 07.08., 15:00 Uhr  | FSV Hansa 07 Berlin (KLB)        | 1:3        | Tunesischer SV Berlin (KLC)        |
| So 07.08., 15:00 Uhr  | BSC Comet (KLC)                  | 1:4        | 1. FC Neukölln (KLA)               |
| So 07.08., 15:00 Uhr  | RFC Alt-Holland (KLC)            | 2:1        | NSC Cimbria 1900 (KLA)             |
| So 07.08., 15:00 Uhr  | NSC Marathon 02 (KLA)            | 2:3        | FC Tiergarten 1958 (KLB)           |
| So 07.08., 15:00 Uhr  | Vatanspor 1976 (KLC)             | 3:3 n. V.  | FZC Rudow 1973 (KLC)               |
| So 07.08., 15:00 Uhr  | 1. FC Lübars (KLA)               | 5:6 n. V.  | NFC Rot-Weiß Berlin (LL)           |
| So 07.08., 15:00 Uhr  | SC Azur 1951 (KLB)               | 0:4        | Preußen Wilmersdorf (LL)           |
| So 07.08., 15:00 Uhr  | FC Jugoslawia (KLA)              | 5:2        | 1. FC Concordia Gropiusstadt (KLC) |
| So 07.08., 15:00 Uhr  | Anadoluspor Berlin (KLB)         | 1:0        | Post SV Berlin 1974 (KLC)          |
| Mi .10.08., 18:00 Uhr | SV Yeşilyurt Berlin (KLA)        | kampflos 1 | Türkiyemspor Berlin (OL)           |

Durch ein Freilos zogen Tasmania Berlin, SV Corso 1899 / Vineta, VfL Schöneberg und die SG Rupenhorn direkt in die 2. Hauptrunde ein.

#### Wiederholungsspiele
| Datum                 |                           | Ergebnis  |                          |
| --------------------- | ------------------------- | --------- | ------------------------ |
| 0                     | FC Brandenburg 03 (KLA)   | 2:1 n. V. | SC Teutonia Spandau (LL) |
| Mi .10.08., 18:15 Uhr | SC Charlottenburg (OL)    | 2:1       | Weddinger FC (LL)        |
| 0                     | Berliner Sport-Club (KLB) | 2:3       | Spandauer SC 99 (KLB)    |
| 0                     | FZC Rudow 1973 (KLC)      | 1:5       | Vatanspor 1976 (KLC)     |
| Do 11.08., 19:00 Uhr  | KSF Umutspor (KLC)        | 2:1 n. V. | FC Phönix 1956 (KLB)     |

### 2. Hauptrunde
An der 2. Hauptrunde nahmen die 64 Sieger der 1. Hauptrunde teil.
| Datum                 |                                | Ergebnis  |                                   |
| --------------------- | ------------------------------ | --------- | --------------------------------- |
| Di .16.08., 18:00 Uhr | Lichtenrader BC 25 (KLA)       | 4:2 n. V. | Tasmania Berlin (OL)              |
| Di .16.08., 18:00 Uhr | FC Göztepe 1978 (KLB)          | 3:2       | DJK Schwarz-Weiß Neukölln (KLC)   |
| Di .16.08., 18:00 Uhr | BFC Südring (KLA)              | 4:1       | Berliner SV 1892 (KLA)            |
| Di .16.08., 18:00 Uhr | SC Charlottenburg (OL)         | 0:3       | Blau-Weiß 90 Berlin Amateure (OL) |
| Di .16.08., 19:00 Uhr | VfL Schöneberg (KLB)           | 5:1       | SG Rupenhorn (KLC)                |
| Di .16.08., 19:00 Uhr | CFC Hertha 06 (KLA)            | 1:1 n. V. | FV Blau-Weiß Spandau (KLA)        |
| Di .16.08., 19:15 Uhr | SC Berliner Amateure (KLC)     | 2:3       | FV Wannsee (LL)                   |
| Di .16.08., 19:30 Uhr | SFC Stern 1900 (KLB)           | 0:2       | Reinickendorfer Füchse (OL)       |
| Mi .17.08., 18:00 Uhr | Berlin Türkspor (KLA)          | 2:4       | BSC Rehberge 1945 (KLA)           |
| Mi .17.08., 18:00 Uhr | SpVgg Hellas-Nordwest 04 (KLA) | 2:3       | Concordia Wittenau (KLA)          |
| Mi .17.08., 18:00 Uhr | FC Tiergarten 1958 (KLB)       | 0:6       | Türkiyemspor Berlin (OL)          |
| Mi .17.08., 18:00 Uhr | FC Grunewald (KLC)             | 1:2       | VfB Britz (KLB)                   |
| Mi .17.08., 18:00 Uhr | Tunesischer SV Berlin (KLC)    | 1:7       | Traber FC Mariendorf (OL)         |
| Mi .17.08., 18:00 Uhr | 1. FC Neukölln (KLA)           | 1:2       | Vatanspor 1976 (KLC)              |
| Mi .17.08., 18:00 Uhr | Hertha BSC Amateure (OL)       | 5:3       | BFC Preussen (OL)                 |
| Mi .17.08., 18:00 Uhr | Spandauer SC 99 (KLB)          | 2:1       | SC Westend 1901 (LL)              |
| Mi .17.08., 18:00 Uhr | Frohnauer SC (LL)              | 1:0       | Spandauer BC 06 (OL)              |
| Mi .17.08., 18:00 Uhr | KSF Umutspor (KLC)             | 1:4       | TSV Rudow (OL)                    |
| Mi .17.08., 18:00 Uhr | Neuköllner Sportfreunde (LL)   | 0:3       | VfB Lichterfelde (LL)             |
| Mi .17.08., 18:00 Uhr | Sportfreunde Kladow (KLA)      | 4:4 n. V. | SG Eichkamp (KLA)                 |
| Mi .17.08., 18:00 Uhr | Rapide Wedding (OL)            | 2:0       | NFC Rot-Weiß Berlin (LL)          |
| Mi .17.08., 18:00 Uhr | Hertha 03 Zehlendorf (OL)      | 4:1       | SC Staaken (LL)                   |
| Mi .17.08., 18:00 Uhr | SV Corso 1899 / Vineta (KLC)   | 0:6       | Anadoluspor Berlin (KLB)          |
| Mi .17.08., 18:00 Uhr | BFC Alemannia 90 (KLB)         | 3:3 n. V. | Mariendorfer SV 06 (LL)           |
| Mi .17.08., 18:00 Uhr | FSV Spandauer Kickers (KLB)    | 1:2       | Preußen Wilmersdorf (LL)          |
| Mi .17.08., 18:00 Uhr | SC Gatow (OL)                  | 4:1       | FC Brandenburg 03 (KLA)           |
| Mi .17.08., 18:00 Uhr | Wacker 04 Berlin (OL)          | 2:1       | SV Nord-Nordstern (KLA)           |
| Mi .17.08., 18:00 Uhr | Polizei SV Berlin (KLB)        | 2:2 n. V. | Berliner AK 07 (KLB)              |
| Mi .17.08., 18:00 Uhr | FC Jugoslawia (KLA)            | 0:4       | Spandauer SV (OL)                 |
| Mi .17.08., 18:30 Uhr | SC Heiligensee (KLB)           | 6:3 n. V. | BSC Hota 1921 (KLA)               |
| Mi .17.08., 18:30 Uhr | SC Siemensstadt (OL)           | 9:0       | BBC Südost (KLA)                  |
| Do 18.08., 18:00 Uhr  | SV Norden-Nordwest (KLA)       | 5:0       | RFC Alt-Holland (KLC)             |

#### Wiederholungsspiele
| Datum                |                            | Ergebnis |                           |
| -------------------- | -------------------------- | -------- | ------------------------- |
| __ 2_.08., __:__ Uhr | SG Eichkamp (KLA)          | 4:2      | Sportfreunde Kladow (KLA) |
| __ 2_.08., __:__ Uhr | Mariendorfer SV 06 (LL)    | 0:1      | BFC Alemannia 90 (KLB)    |
| __ 2_.08., __:__ Uhr | Berliner AK 07 (KLB)       | 1:2      | Polizei SV Berlin (KLB)   |
| Do 25.08., 18:00 Uhr | FV Blau-Weiß Spandau (KLA) | 3:0      | CFC Hertha 06 (KLA)       |

### 3. Hauptrunde
An der 3. Hauptrunde nahmen die 32 Sieger der 2. Hauptrunde teil.
Die Auslosung wurde am 22. August 1988 vorgenommen.
| Datum                 |                             | Ergebnis  |                                   |
| --------------------- | --------------------------- | --------- | --------------------------------- |
| Di .30.08., 17:30 Uhr | Reinickendorfer Füchse (OL) | 3:0       | Traber FC Mariendorf (OL)         |
| Di .30.08., 17:45 Uhr | BFC Südring (KLA)           | 0:4       | Wacker 04 Berlin (OL)             |
| Di .30.08., 18:00 Uhr | FC Göztepe 1978 (KLB)       | 2:1       | Blau-Weiß 90 Berlin Amateure (OL) |
| Di .30.08., 18:15 Uhr | SV Norden-Nordwest (KLA)    | 3:0       | VfL Schöneberg (KLB)              |
| Mi .31.08., 18:00 Uhr | FV Wannsee (LL)             | 0:0 n. V. | SC Gatow (OL)                     |
| Mi .31.08., 18:00 Uhr | Türkiyemspor Berlin (OL)    | 7:1       | Concordia Wittenau (KLA)          |
| Mi .31.08., 18:00 Uhr | Hertha 03 Zehlendorf (OL)   | 5:4 n. V. | BSC Rehberge 1945 (KLA)           |
| Mi .31.08., 18:00 Uhr | Spandauer SV (OL)           | 4:0       | SG Eichkamp (KLA)                 |
| Mi .31.08., 18:00 Uhr | Spandauer SC 99 (KLB)       | 1:3       | BFC Alemannia 90 (KLB)            |
| Mi .31.08., 18:00 Uhr | Anadoluspor Berlin (KLB)    | 0:5       | Lichtenrader BC 25 (KLA)          |
| Mi .31.08., 18:30 Uhr | Rapide Wedding (OL)         | 0:3       | TSV Rudow (OL)                    |
| Mi .31.08., 18:30 Uhr | SC Heiligensee (KLB)        | 1:2       | Preußen Wilmersdorf (LL)          |
| Do 01.09., 18:00 Uhr  | VfB Britz (KLB)             | 0:4       | Hertha BSC Amateure (OL)          |
| Do 01.09., 18:00 Uhr  | FV Blau-Weiß Spandau (KLA)  | 0:3       | Frohnauer SC (LL)                 |
| Do 01.09., 18:30 Uhr  | SC Siemensstadt (OL)        | 5:0       | VfB Lichterfelde (LL)             |
| Do 01.09., 19:30 Uhr  | Vatanspor 1976 (KLC)        | 3:2 n. V. | Polizei SV Berlin (KLB)           |

#### Wiederholungsspiel
| Datum                 |               | Ergebnis              |                 |
| --------------------- | ------------- | --------------------- | --------------- |
| Mi 0.7.09., 17:30 Uhr | SC Gatow (OL) | 3:3 n. V. (3:4 i. E.) | FV Wannsee (LL) |

### Achtelfinale
Am Achtelfinale nahmen die 16 Sieger der 3. Hauptrunde teil.
Die Auslosung wurde am 5. September 1988 vorgenommen.
| Datum                |                             | Ergebnis  |                          |
| -------------------- | --------------------------- | --------- | ------------------------ |
| So 27.11., 10:40 Uhr | SV Norden-Nordwest (KLA)    | 2:1 n. V. | SC Siemensstadt (OL)     |
| So 27.11., 13:45 Uhr | Reinickendorfer Füchse (OL) | 0:0 n. V. | Hertha BSC Amateure (OL) |
| So 27.11., 13:45 Uhr | Hertha 03 Zehlendorf (OL)   | 0:0 n. V. | Preußen Wilmersdorf (LL) |
| So 27.11., 13:45 Uhr | Frohnauer SC (LL)           | 1:8       | Wacker 04 Berlin (OL)    |
| So 27.11., 13:45 Uhr | FC Göztepe 1978 (KLB)       | 2:3       | Spandauer SV (OL)        |
| So 27.11., 13:45 Uhr | TSV Rudow (OL)              | 1:1 n. V. | Lichtenrader BC 25 (KLA) |
| So 27.11., 13:45 Uhr | Türkiyemspor Berlin (OL)    | 7:0       | Vatanspor 1976 (KLC)     |
| So 27.11., 13:45 Uhr | FV Wannsee (LL)             | 2:1       | BFC Alemannia 90 (KLB)   |

#### Wiederholungsspiele
| Datum                 |                          | Ergebnis  |                             |
| --------------------- | ------------------------ | --------- | --------------------------- |
| Di 0.6.12., 18:30 Uhr | Hertha BSC Amateure (OL) | 1:2       | Reinickendorfer Füchse (OL) |
| Di 0.6.12., 18:30 Uhr | Preußen Wilmersdorf (LL) | 1:3 n. V. | Hertha 03 Zehlendorf (OL)   |
| Mi 0.7.12., 19:00 Uhr | Lichtenrader BC 25 (KLA) | 0:1       | TSV Rudow (OL)              |

### Viertelfinale
Am Viertelfinale nahmen die acht Sieger aus dem Achtelfinale teil.
Die Auslosung wurde am 2. Dezember 1988 vorgenommen.
| Datum                |                             | Ergebnis  |                       |
| -------------------- | --------------------------- | --------- | --------------------- |
| So 22.01., 10:40 Uhr | SV Norden-Nordwest (KLA)    | 0:3       | Wacker 04 Berlin (OL) |
| So 22.01., 14:00 Uhr | Türkiyemspor Berlin (OL)    | 1:0 n. V. | FV Wannsee (LL)       |
| So 22.01., 14:00 Uhr | Hertha 03 Zehlendorf (OL)   | 1:0 n. V. | TSV Rudow (OL)        |
| So 22.01., 14:00 Uhr | Reinickendorfer Füchse (OL) | 3:1 n. V. | Spandauer SV (OL)     |

### Halbfinale
Am Halbfinale nahmen die vier Sieger aus dem Viertelfinale teil.
Die Auslosung wurde am 28. Januar 1989 in der SFB-Fernsehsendung „Sport Report aktuell“ vorgenommen, in der Füchse-Spielmacher Dirk Kunert die Lose zog.
| Datum                 |                          | Ergebnis  |                             |
| --------------------- | ------------------------ | --------- | --------------------------- |
| Mi .12.04., 18:00 Uhr | Wacker 04 Berlin (OL)    | 1:3 n. V. | Hertha 03 Zehlendorf (OL)   |
| So 16.04., 15:00 Uhr  | Türkiyemspor Berlin (OL) | 3:3 n. V. | Reinickendorfer Füchse (OL) |

#### Wiederholungsspiel
| Datum                 |                             | Ergebnis |                          |
| --------------------- | --------------------------- | -------- | ------------------------ |
| Di .25.04., 18:00 Uhr | Reinickendorfer Füchse (OL) | 0:1      | Türkiyemspor Berlin (OL) |

### Finale
| Hertha 03 Zehlendorf                                              | Hertha 03 Zehlendorf | Türkiyemspor Berlin | Türkiyemspor Berlin |
| ----------------------------------------------------------------- | --- | --- | ------------------- |
| Hertha 03 Zehlendorf                                              | \| Donnerstag, 4. Mai 1989 um 11:00 Uhr in West-Berlin (Poststadion) \| \| Ergebnis: 2:0 (0:0) \| \| Zuschauer: 5.969 \| \| Schiedsrichter: Horst Winkler \| | \| Donnerstag, 4. Mai 1989 um 11:00 Uhr in West-Berlin (Poststadion) \| \| Ergebnis: 2:0 (0:0) \| \| Zuschauer: 5.969 \| \| Schiedsrichter: Horst Winkler \|                                                                            | Türkiyemspor Berlin |
| Hertha 03 Zehlendorf                                              | Thomas Reif – Michael Fiedler – Frederic Sallinger (9. Norbert Liß), Jörg Wolfram, Christian Becker – Karl-Heinz Peter, Thomas Herbst, Olaf Ziemdorf, Stefan Brandenburger – Franz-Josef Schmedding (59. Bernd Geesdorf), Piotr Podkowik Cheftrainer: Stefan Sprey | Norbert Henkel – Mehmet Öztürk (72. Oliver Kieback) – Bayram Cakal , Erdal Celik, Kevin Sparey – Kim Konrad, Ayhan Erusta, Rainer Schulze – Yücel Aydin (46. Peyami Yayla), Kemal Eraslan, Levent Kahraman Cheftrainer: Bülent Gündoğdu | Türkiyemspor Berlin |
| Hertha 03 Zehlendorf                                              | 1:0 Thomas Herbst (65.) 2:0 Piotr Podkowik (67.) | | Türkiyemspor Berlin |
| Hertha 03 Zehlendorf                                              | Stefan Brandenburger, Piotr Podkowik | Mehmet Öztürk, Levent Kahraman, Kevin Sparey | Türkiyemspor Berlin |
| Donnerstag, 4. Mai 1989 um 11:00 Uhr in West-Berlin (Poststadion) | | |                     |
| Ergebnis: 2:0 (0:0)                                               | | |                     |
| Zuschauer: 5.969                                                  | | |                     |
| Schiedsrichter: Horst Winkler                                     | | |                     |

## Der Landespokalsieger im DFB-Pokal 1989/90
| Datum                      |                            | Ergebnis  |                    | Runde         |
| -------------------------- | -------------------------- | --------- | ------------------ | ------------- |
| Sa., 19.08.1989, 15:30 Uhr | Hertha 03 Zehlendorf (III) | 0:4 (0:0) | 1. FC Nürnberg (I) | 1. Hauptrunde |